# 外厨三
長蛇座14，又名BD-02 2699，HD 75333、SAO 136308、HR 3500，是長蛇座的一颗恒星，视星等为5.31，位于銀經230.64，銀緯24.19，其B1900.0坐标为赤經8h 44m 20.2s，赤緯-3° 24.19′ 19″。